# Françoise Demulder
Françoise Demulder (Parijs, 9 juni 1947 – Parijs, 3 september 2008), bijgenaamd Fifi, was een Franse oorlogsfotograaf die in 1977 de eerste vrouw werd die de World Press Photo van het jaar-prijs won. De winnende foto was een zwart-witbeeld van een Palestijnse vrouw die haar handen ophief naar een gemaskerde militie in de door oorlog verwoeste wijk La Quarantaine/Karantina in Beiroet.

## Leven en werk

### Vroege leven
Demulder is de dochter van een elektrotechnisch ingenieur. Ze studeerde filosofie en ging aansluitend werken in verschillende kleine banen, waaronder als model, om haar reizen te kunnen bekostigen. Vanwege een liefdesrelatie vertrok ze begin jaren zeventig samen met een fotograaf naar Vietnam, waarop dat moment oorlog woedde. Omdat er veel vraag was naar foto's uit Vietnam begon ze ook zelf met fotograferen, als een van de zeer weinige vrouwelijke oorlogsfotografen. Ze verkocht ongeveer vier foto's per dag aan een persbureau en kon zo in haar levensonderhoud voorzien. Terwijl de meeste buitenlanders vertrokken uit Vietnam, bleef zij in Saigon en bleef ze fotograferen. Toen op 30 april 1975 de eerste tanks van de Vietcong Saigon inreden had zij de primeur, en ging haar foto de hele wereld over. Dit avontuur leidde uiteindelijk naar een loopbaan als (autodidactische) oorlogsfotograaf.

### Carrière
Na drie jaar verslag te hebben gedaan van de Vietnamoorlog reisde de avontuurlijk ingestelde Demulder naar andere crisisgebieden wereldwijd, waaronder Angola, Libanon, Cambodja, El Salvador, Ethiopië, Pakistan en Cuba. Ze bezocht vaak het Midden-Oosten, werd een bepleiter van de Palestijnse zaak en onderhield vriendschappelijk contact met Yasser Arafat. Ze volgde ook de Irak-Iranoorlog en was een van de weinige journalisten in Bagdad toen de stad werd gebombardeerd aan het begin van de Golfoorlog in 1991. Ze werkte voor persbureaus zoals Gamma en SIPA Press en voor tijdschriften als Time, Life en Newsweek. Naast oorlogsfotografie maakte ze ook reportages over o.a. pinguins op Antarctica.
Demulder staat bekend om twee iconische foto’s. De eerste toont een Noord-Vietnamese tank die de poorten van het Onafhankelijkheidspaleis in Saigon ramde tijdens de val van de stad op 30 april 1975. De tweede, getiteld Distress in Lebanon, waarvoor ze in 1977 de eerste vrouwelijke winnaar van de World Press Photo werd, is een zwart-witfoto gemaakt in Beiroet op 18 januari 1976. De foto toont een Palestijnse vrouw die een Falangist-strijder smeekt voor een huis dat in brand staat tijdens het bloedbad in de wijk Karantina in Oost-Beiroet.
Demulder werd in 2000 ernstig ziek. Op 29 oktober 2003 werd door haar vrienden, collega-fotografen en galleryhouders een solidariteitsveiling gehouden waarop 300 foto’s van internationale fotografen werden verkocht. Deze veiling bracht €178.000 op, bedoeld om haar verpleging te kunnen betalen, omdat ze hier niet voor verzekerd was. Demulders prijswinnende foto bracht €11.000 op en werd gekocht door Yann Arthus-Bertrand.

## Overlijden
Demulder overleed op 3 september 2008 op 61-jarige leeftijd aan een hartaanval in een ziekenhuis in Levallois-Perret, een voorstad van Parijs. Ze leed sinds 2000 aan leukemie, en liep door haar ziekte en een medische fout in 2003 een dwarslaesie op.

## Exposities
- 28 maart - 27 april 2006, Novy Manezh, 6e editie van de fotografiebiennale van Moskou
- 3 mei - 29 juni 2006, Beiroet
- 8 maart - 31 december 2022, expositie Femmes photographes de guerre in het Musée de la Libération de Paris, Musée du Général Leclerc en Musée Jean-Moulin, Parijs

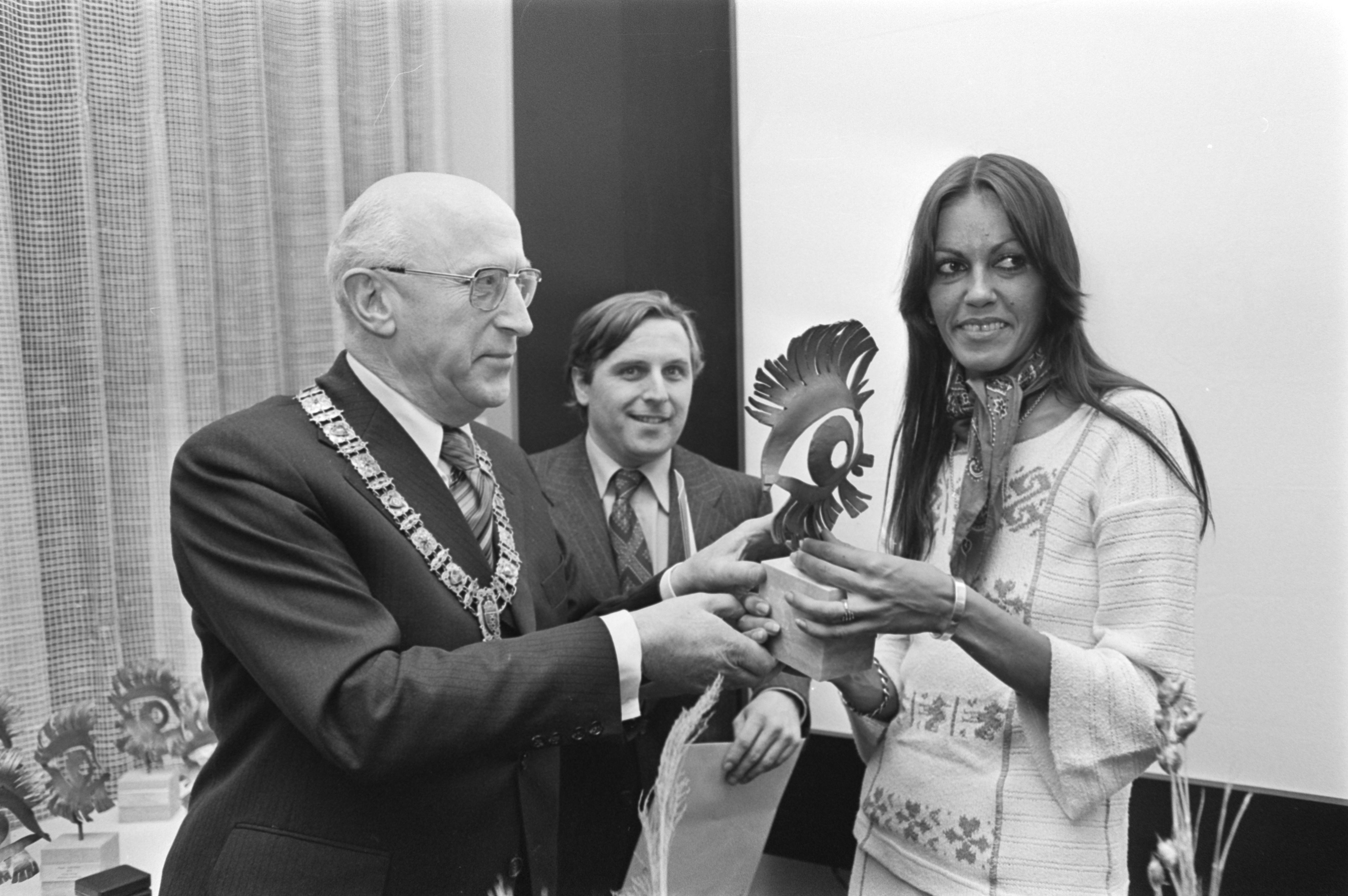
Françoise Demulder ontving de World Press Photo-prijs uit handen van burgemeester Ivo Samkalden van Amsterdam, 6 april 1977

## Prijzen
- 1977: World Press Photo of the Year, Amsterdam, voor haar foto van het bloedbad in Karantina.

## Collecties
Het werk van Demulder is opgenomen in de volgende publieke collecties:
- Fonds national d'art contemporain (FNAC), Parijs-Puteaux
- Musée Nicéphore-Niépce, Chalon-sur-Saône
- Agence Roger-Viollet

- Gemeinsame Normdatei: 136326307
- International Standard Name Identifier: 0000 0000 5727 0387
- PIC: 306332
- RKD-Nederlands Instituut voor Kunstgeschiedenis: 292595
- Virtual International Authority File: 80690319
- WorldCat: E39PBJkMHGhYPcT6YtFMmTWqwC